# Sanka (dopływ Wisły)
Sanka – potok będący lewym dopływem Wisły. Płynie w województwie małopolskim przez jurajskie wapienie Garbu Tenczyńskiego, oraz Obniżenie Cholerzyńskie. Ma długość 18,3 km, a powierzchnia  zlewni wynosi ok. 94 km². Największym jej dopływem jest lewobrzeżny potok Brzoskwinka, wpadający do niej w 13,2 km biegu rzeki.

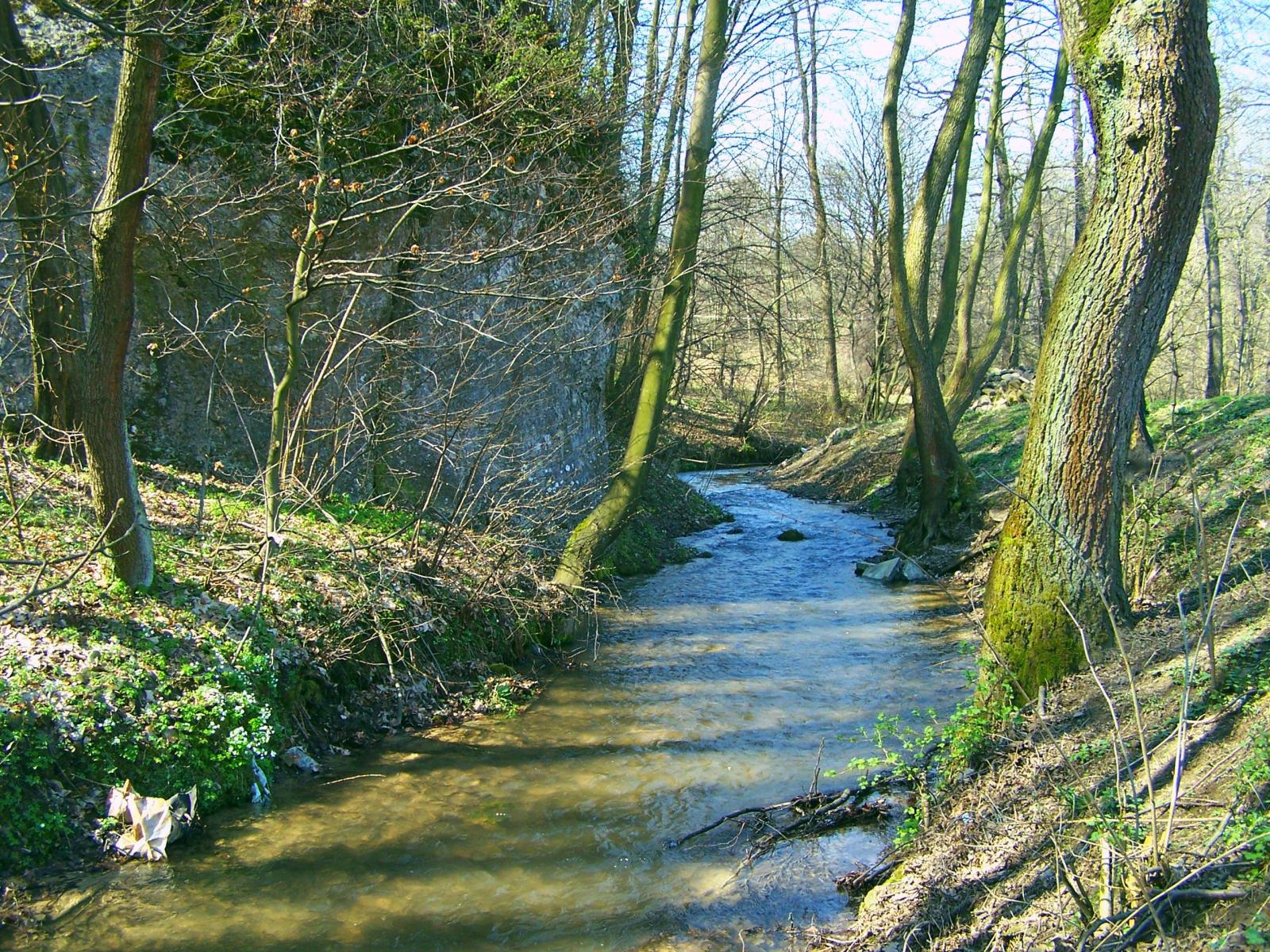
Sanka u wylotu Doliny Mnikowskiej

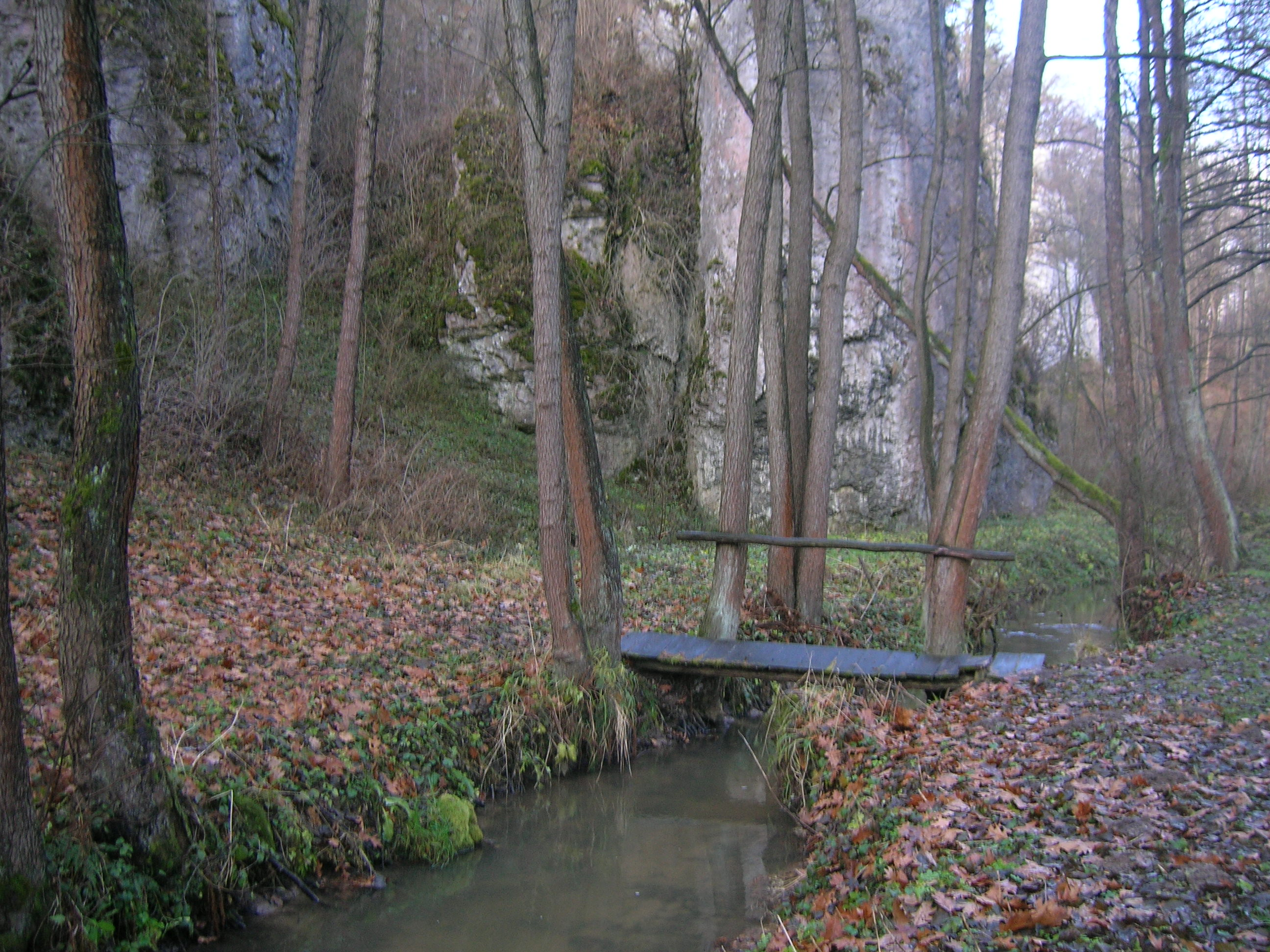
Sanka w Dolinie Mnikowskiej

Początek rzeki ma miejsce we wsi Frywałd, położonym u zbiegu dwóch potoków źródłowych tej rzeki – wschodnie stoki wzgórza Zręby, tworząc dolinę nazwaną Dolina Sanki. W północnej części wsi do rzeki wpływa lewobrzeżnie potok mający początek we wsi Zalas przy przysiółku wsi Sanka – Głuchówkach, następnie potok ten płynie w kierunku północno-wschodnim, po północnej stronie kamieniołomu Zalas. Sanka pomiędzy Baczynem zmienia kierunek, płynąc już na południowy wschód, tam też tuż przy rzece, znajduje się źródełko, z którego mieszkańcy Frywałdu okazjonalnie czerpią wodę. Następnie płynie przez przysiółek Sanki – Bór. Przy granicy Baczyna, Czułowa i Mnikowa Dolina Sanki przechodzi w Dolinę Mnikowską – przy rezerwacie przyrody Zimny Dół. W północnej części Kaszowa do Sanki prawobrzeżnie wpływa Potok Czułowski, a następnie Kaszowski Potok. We wsi Budzyń lewobrzeżnie wpływa potok Brzoskwinka. Do Wisły wpada na 64,9 km jej biegu w krakowskich Bielanach, tuż za węzłem Mirowskim autostrady A4.
Sanka płynie przez niezurbanizowane i nieuprzemysłowione tereny Tenczyńskiego Parku Krajobrazowego. Ma czyste wody, zaliczane do I klasy czystości wód. Z tego też względu znajduje się na niej ujęcie wody pitnej dla Krakowa.
Sanka jest również atrakcyjna turystycznie, szczególnie na odcinku w Mnikowie, gdzie przepływa przez rezerwat przyrody – Dolinę Mnikowską. Rzeka płynie w tym miejscu wapiennym wąwozem o stromych ścianach sięgających 80 m wysokości. Również zasilające ją potoki płyną przez atrakcyjne przyrodniczo i turystycznie tereny. Jej prawobrzeżny potok płynący przez rezerwat przyrody Zimny Dół ma swoje źródła w jedynym na terenie województwa małopolskiego dużym wywierzysku wypływającym w jaskini. Brzoskwinka przepływa również przez Dolinę Brzoskwinki.